# Benjoeiro
O benjoeiro (Styrax benzoin) é uma árvore decídua nativa da Sumatra, cultivada também em Java, Camboja, Vietnã, China e Tailândia. O benjoim é uma das muitas especiarias que foi muito apreciada na Europa e por isso comercializada pelos portugueses.. Ver também styrax.

## Descrição
Árvore de grande porte, pode chegar a 35 metros de altura. As folhas são alternadas, pecioladas, oblongas, inteiras, acuminadas, denteadas na porção superior, os pecíolos são curtos, estriados e tomentosos, as flores são claras, reunidas em racemos axilares, seu cálice possui cinco pétalas lineares e obtusas, dez estames e um ovários superior, ovado e tomentoso. O fruto é uma drupa globosa, com uma ou duas sementes.

## Usos
O benjoim ou óleo de benjoim é nome dado à resina procedente da goma extraída da casca da árvore através de incisão, esta resina é depois misturada com álcool da própria madeira sendo usada como fixador de perfumes, até os dias de hoje.
O benjoim é empregado em vários produtos como incenso, tradicionalmente usado como defumador e o conhecido "Balsamo do monge", uma tintura indicada para problemas respiratórios. As sementes da árvore são usadas artesanalmente como contas de rosário.